# تفجيرات بغداد 1 فبراير 2008
تفجيرات بغداد 1 فبراير 2008 وقعت في 1 فبراير 2008، عندما وقع تفجيران انتحاريان في بغداد، عاصمة العراق. وأدت الانفجارات إلى مقتل 98 شخصا وإصابة أكثر من 200 آخرين.

## تفاصيل
وقع الانفجاران قبل وقت قصير من أذان صلاة الجمعة عندما كان العديد من العراقيين يتسوقون أو يلتقون بأصدقائهم.
أشارت التقارير الأولية إلى أن كلتا المرأتين اللتين نفّذتا الهجوم مصابتان بمتلازمة داون، وذلك استناداً إلى تحليل رؤوسهما السليمة. لكن التقارير اللاحقة كانت أقل وضوحًا بشأن هذه القضية، فقد ذكرت أن النساء كن يعانين من الاكتئاب والفصام، ولم يكن معروفًا إذا كن يعانين من حالة تجعلهن غير قادرات على فهم ما كن يفعلنه.
اعتُقل القائم بأعمال مدير مستشفى الرشاد للأمراض النفسية، الدكتور ساهي عبوب، فيما يتعلق بالهجوم الذي وقع في 10 فبراير/شباط. وقد أُبلِغ أن الدكتور عبوب هو مسلم شيعي وأن مستشفى الرشاد يديره جيش المهدي الشيعي. ومع ذلك، فإن الهجمات وقعت في المناطق ذات الأغلبية الشيعية في بغداد.

## ردود الفعل
- العراق: قال رئيس الوزراء نوري المالكي إن استخدام الأشخاص ذوي الإعاقة يؤكد "الانحطاط الأخلاقي للإرهابيين".[4]

## روابط خارجية
- بي بي سي نيوز: بالصور: انفجارات سوق بغداد
- بي بي سي نيوز: شاهد عيان: الأسواق العراقية تهوي إلى أشلاء